# Erythrodiplax bromeliicola
Erythrodiplax bromeliicola ist eine Libellenart aus der Unterfamilie Sympetrinae. Die Art wurde 2000 von Minter Jackson Westfall beschrieben. Das Artepitheton nimmt Bezug auf den Lebensraum der Larven, die in den Wasseransammlungen von Bromelienblättern aufwachsen. Die Art kommt sowohl auf Kuba als auch auf Jamaika vor.

## Merkmale
Vertreter der Erythrodiplax bromeliicola erreichen 30 bis 34 Millimeter, wovon 20 bis 22 Millimeter auf den  Hinterleib entfallen, welcher bei den Männchen schwarz und bei den Weibchen braun gefärbt ist. Die Hinterleibsanhänge sind bräunlich schwarz und am oberen Rand fast gerade. Nur ihr Ende biegt sich leicht nach oben. Auf dem unteren Rand befinden sich einige Zähnchen. Die unpaare dorsale Platte des elften Hinterleibssegments, das sogenannte Epiproct ist circa ein Sechstel kürzer als die Hinterleibsanhänge und biegt sich am Ende ebenfalls nach oben.
Während der Rumpf bei den Männchen schwarz ist und nur einen circa halbmillimetrigen hellen Streifen in der Mitte des Rückens aufweist, ist die Grundfärbung bei den Weibchen braun. Die Beine sind bei beiden Geschlechtern schwarz. Bis auf einen sehr schwach ausgeprägten braunen Fleck an der Flügelbasis sind die Flügel durchsichtig.
Braun ist die vorherrschende Farbe des Gesichtes. Zum Hinterkopf hin wandelt sich dies bei den Männchen ins Schwarze. Die Stirn, welche bei den Männchen bläulich schwarz ist, glänzt bei den Weibchen metallisch.

## Weblink
- Erythrodiplax bromeliicola in der Roten Liste gefährdeter Arten der IUCN 2013.2. Eingestellt von: Paulson, D. R., 2007. Abgerufen am 19. Februar  2014.